# Montaña de la Centinela
Montaña de la Centinela este o arie protejată (arie specială de conservare — SAC, sit de importanță comunitară — SCI) din Spania întinsă pe o suprafață de 15 ha, integral pe uscat.

## Localizare
Centrul sitului Montaña de la Centinela este situat la coordonatele 28°36′41″N 17°46′03″W / 28.6115°N 17.7674°V.

## Înființare
Situl Montaña de la Centinela a fost declarat sit de importanță comunitară în octombrie 1999 pentru a proteja 1 specie de plante. Situl a fost protejat și ca arie specială de conservare în ianuarie 2010.

## Biodiversitate
Situată în ecoregiunea , aria protejată conține 2 habitate naturale: Păduri endemice cu Juniperus spp., Păduri de Olea și Ceratonia.
La baza desemnării sitului se află o specie protejată de  plante: Anagyris latifolia.